# زندان ایالتی کالیفرنیا (کورکوران)
زندان ایالتی کالیفرنیا، کورکوران (به انگلیسی: California State Prison, Corcoran) به اختصار (COR) یک زندان ایالتی مختص مردان است که در شهر کورکوران، کالیفرنیا، در شهرستان کینگز، کالیفرنیا واقع شده‌است.